# Cattedrale dello Spirito Santo (Accra)
La cattedrale dello Spirito Santo è la cattedrale di Accra, capitale del Ghana con 1.700.000 abitanti.
La chiesa, dedicata allo Spirito Santo con una solenne celebrazione nel 1974, è sede della cattedra arcivescovile dell'arcidiocesi di Accra.

## Storia
La cattedrale, iniziata nel 1951 dal vescovo Noser sotto la supervisione di Fr. Jud, S.V.D., viene completata nel 1956 e aperta al pubblico dal vescovo Joseph Oliver Bowers nel 1957.

## Descrizione

### Esterno
La cattedrale misura 80 metri in lunghezza, 23 in larghezza ed è alta 18 metri. Il campanile raggiunge i 48 metri d'altezza.

### Interno
Nel tabernacolo è conservato un calice donato da papa Benedetto XVI per la celebrazione del giubileo.